# Rhizaspidiotus bivalvatus
Rhizaspidiotus bivalvatus är en insektsart som beskrevs av Goux 1937. Rhizaspidiotus bivalvatus ingår i släktet Rhizaspidiotus och familjen pansarsköldlöss. Inga underarter finns listade i Catalogue of Life.